# Jan Vennegoor of Hesselink
Jan Vennegoor of Hesselink (Oldenzaal, 7 de novembro de 1978) é um ex-futebolista neerlandês.
Vennegoor começou a carreira no Twente, após cinco temporadas foi para o PSV Eindhoven onde também jogou por cinco temporadas e em 2006 foi para o Celtic da Escócia.
Pelo Países Baixos, foi convocado por Marco van Basten para a Copa do Mundo de 2006 e para a UEFA Euro 2008.

## Títulos
- Campeonato Neerlandês (3): 2003, 2005, 2006
- Copa dos Países Baixos (3): 2001, 2005, 2012
- Supercopa dos Países Baixos (2): 2001, 2003
- Campeonato Escocês (2): 2007, 2008
- Copa da Escócia (1): 2007